# Micronephthys oculifera
Micronephthys oculifera är en ringmaskart som beskrevs av Mackie 2000. Micronephthys oculifera ingår i släktet Micronephthys och familjen Nephtyidae. Inga underarter finns listade i Catalogue of Life.